# قرار مجلس الأمن التابع للأمم المتحدة رقم 1021
قرار مجلس الأمن التابع للأمم المتحدة رقم 1021، المعتمد في 22 نوفمبر 1995، بعد أن أشار إلى جميع القرارات المتعلقة بالحالة في يوغوسلافيا السابقة، ولا سيما القراران 713 (1991) و727 (1992)، حدد المجلس في 13 مارس 1996 موعدا لتعليق معظم جوانب حظر الأسلحة على يوغوسلافيا السابقة. وقد أنهى القرار 1074 (1996) التدابير المتبقية من الحظر.
وجرى التأكيد مجددا على الالتزام بالتسوية السلمية للمنازعات في يوغوسلافيا السابقة، كما تم الترحيب بالتوقيع بالأحرف الأولى على الاتفاق الإطاري العام في دايتون، أوهايو بين البوسنة والهرسك، وكرواتيا، وجمهورية يوغوسلافيا الاتحادية (صربيا والجبل الأسود) وغيرها من الأطراف.
وقرر المجلس، متصرفا بموجب الفصل السابع من ميثاق الأمم المتحدة، إنهاء حظر الأسلحة المفروض على يوغوسلافيا السابقة ابتداء من اليوم الذي أبلغ فيه الأمين العام بطرس بطرس غالي المجلس بأن الاتفاق الإطاري العام قد وقع ولاحظ ما يلي:
(أ) ستظل جميع أحكام الحظر سارية خلال الـ 90 يوما الأولى؛
(ب) إنهاء جميع أحكام الحظر–باستثناء تسليم الأسلحة الثقيلة والذخائر، والألغام الأرضية، والطائرات العسكرية، والمروحيات خلال الـ90 يوما الثانية؛
(ج) ستلغى جميع أحكام الحظر بعد 180 يوما من تلقي تقرير الأمين العام ما لم يقرر المجلس خلاف ذلك.
وأكد المجلس من جديد التزامه بالاستقرار الإقليمي وتحديد الأسلحة، في حين صدرت تعليمات إلى اللجنة المنشأة في القرار 727 بتعديل مبادئها التوجيهية وفقا لذلك.
وقد امتنعت روسيا عن التصويت على القرار 1021، الذي وافق عليه الأعضاء الـ14 الآخرون في مجلس الأمن.

## وصلات خارجية
- نص القرار في undocs.org